# Jacoba van Baden

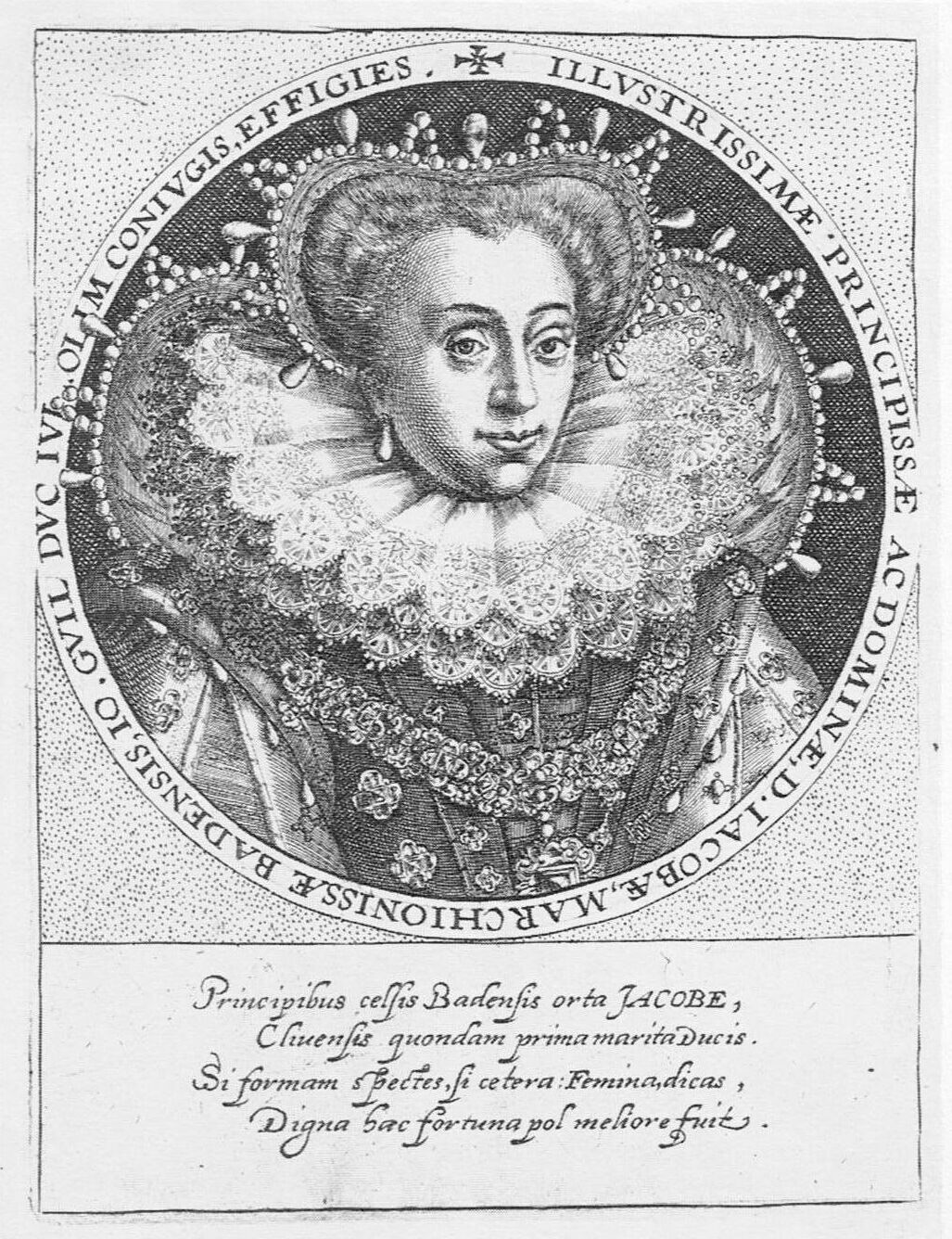
Postume gravure van Jacoba van Baden, gemaakt rond 1600.

Jacoba van Baden (16 januari 1558 - Düsseldorf, 3 september 1597) was van 1592 tot aan haar dood hertogin van Gulik-Berg-Kleef. Ze behoorde tot het huis Baden.

## Levensloop
Jacoba was de oudste dochter van markgraaf Filibert van Baden-Baden en Mechtilde van Beieren, dochter van hertog Willem IV van Beieren. Omdat ze op jonge leeftijd al wees werd, werd ze opgevoed aan het hof van haar oom, hertog Albrecht V van Beieren. Op aandringen van haar neef Ernst van Beieren, die aartsbisschop van Keulen was, keizer Rudolf II, koning Filips II van Spanje en paus Gregorius XIII huwde ze op 16 juni 1585 met Johan Willem van Gulik-Berg-Kleef. Johan Willem was de fysiek onaantrekkelijke en mentaal onstabiele zoon en erfgenaam van hertog Willem van Gulik-Berg-Kleef en het huwelijk was hoofdzakelijk geregeld om de confessioneel twijfelende hertog Willem in het katholieke kamp te krijgen. Het huwelijk werd kwistig gevierd in de stad Düsseldorf, waar toen een grote ravage was aangericht in de Keulse Oorlog.
Haar schoonvader kwam de vroege dood van zijn oudste zoon Karel Frederik nooit te boven en verachtte zijn tweede zoon en erfopvolger Johan Willem. Hierdoor werd Johan Willem weinig of niet voorbereid om te regeren, wat zou bijdragen tot de latere ramp dat het hertogdom Gulik-Berg-Kleef overkwam.
Toen haar schoonvader in 1592 stierf, werd haar echtgenoot Johan Willem hertog van Gulik-Berg-Kleef. Jacoba probeerde in naam van haar echtgenoot te regeren, die wegens zijn hevige driftbuien was opgesloten. Jacoba werd geboren als protestantse, maar kreeg een katholieke opvoeding en koos geen van beide zijden. Ze werd nooit zwanger, waarschijnlijk omdat haar echtgenoot impotent was, en ze had een relatie met de veel jongere Dietrich von Hall zu Opphoven, die drost was in Monheim am Rhein en die later gearresteerd en opgesloten werd in de toren van het kasteel van Düsseldorf. Ze probeerde haar zaak te bepleiten voor de Sacra Rota Romana en het keizerlijk hof in Praag, maar de zaak maakte weinig vooruitgang. De katholieke zijde, aangevoerd door Jacoba's schoonzus Sibylla, besloot daarop het heft in eigen handen te nemen.
Op de ochtend van 3 september 1597 werd Jacoba dood teruggevonden in haar kamer, nadat ze de nacht ervoor gasten had ontvangen en getoost had op de gezondheid van haar echtgenoot. Het was een verdacht overlijden en getuigenverslagen suggereren dat Jacoba gewurgd of verstikt werd. Het eventuele motief had kunnen zijn om plaats te maken voor een meer fertiele vrouw om zo het met uitsterven bedreigde huis van der Mark te redden. Op 10 september 1597 werd ze in een besloten ceremonie begraven in de Kreuzherrenkerk van Düsseldorf. Op 23 maart 1820 werd haar lichaam overgebracht naar de Sint-Lambrechtskerk van Düsseldorf en daar herbegraven. 